# 张晓晨
张晓晨（英語：Edward，1983年9月30日—），汉族，中國大陆歌手、演员 、模特，毕业于石家庄铁道学院，2006年参加东方卫视《加油好男儿》获得武汉赛区亚军、全国总决赛第8名，从而走红出道至今。

## 生平经历
- 1983年，出生于河北省石家庄市一个普通知识分子家庭；
- 2004年，获得CCTV-2《CCTV电视模特大赛》全国决赛“最上镜奖”；
- 2006年，参加东方卫视《加油好男儿》[1]获得武汉赛区亚军[2]、全国总决赛第8名、“最具绅士风度奖”[3]，从而走红；
- 2007年，获得“2006年度超级盛典”最具风格新势力奖、2007年风尚大典“风尚年度人气新星奖”、十大“新锐模特”；
- 2008年至今，往影视圈发展，在影视作品《追爱总动员》、《美人心计》[4]、《西厢记》[5]、《隋唐英雄传》[6]、《新水浒传》[7]、《怒放》[8]等中扮演主要角色。

## 个人生活
2019年7月11日，与妻子王诗娅举行婚礼。妻子是圈外人。2019年11月28日，在微博上发布儿子照片，宣布喜获麟儿正式升级当爸爸。

## 影视作品

### 電視劇
| 首播年份 | 剧名                         | 角色        | 备注         |
| 2007年   | 《莱卡青蛙王子》             | 李知晨      |              |
| 2008年   | 《加油网球王子》             | 关越        |              |
| 2009年   | 《美人心计》                 | 梁王-刘武   |              |
| 2010年   | 《新水浒传》                 | 没羽箭-张清 |              |
| 2011年   | 《倾世皇妃》                 | 审知王子    |              |
| 2012年   | 《隋唐英雄1、2》             | 宇文成都    |              |
| 2012年   | 《成人记》(第一季)           | 酷蕉男-宋博 | 網絡劇       |
| 2012年   | 《离爱》                     | 康纵        |              |
| 2013年   | 《新西厢记》                 | 张珙        |              |
| 2013年   | 《快乐Elife》                | 李本悟      | 网剧         |
| 2014年   | 《江南四大才子》             | 正德皇帝    |              |
| 2014年   | 《隋唐英雄4》                | 杨藩        |              |
| 2014年   | 《冷枪手》                   | 柴福东      |              |
| 2014年   | 《神医安道全》               | 朵恩        |              |
| 2015年   | 《隋唐英雄5》                | 武三思      |              |
| 2015年   | 《我把忠诚献给你》           | 格木        |              |
| 2015年   | 《盜墓筆記(第一季)》         | 解雨臣      | 網絡劇       |
| 2016年   | 《寂寞空庭春欲晚》           | 长庆        |              |
| 2016年   | 《武神赵子龙》               | 馬超        |              |
| 2016年   | 《绝命卦师》                 | 天目瞳      | 網絡劇       |
| 2016年   | 《大仙衙门》                 | 任平生      |              |
| 2016年   | 《东方战场》                 | 池步洲      |              |
| 2016年   | 《兰陵王妃》                 | 香无尘      | 客串         |
| 2016年   | 《相爱穿梭千年2》            | 姜世凱      |              |
| 2017年   | 《如果没有你》               | 林泰        |              |
| 2017年   | 《九州·海上牧云记》          | 牧云德      |              |
| 2018年   | 《脱身》                     | 巫云甫      |              |
| 2018年   | 《天盛長歌》                 | 赫连铮      |              |
| 2018年   | 《凉生，我们可不可以不忧伤》 | 陆文隽      |              |
| 2020年   | 《还没爱够》                 | 萧牧        |              |
| 2021年   | 《赘婿》                     | 唐明远      | 網絡劇       |
| 2021年   | 《千古玦尘》                 | 玄一        | 客串，網絡劇 |
| 2021年   | 《雪中悍刀行》               | 洪洗象      |              |
| 2022年   | 《风起陇西》                 | 黄预        |              |
| 2022年   | 《卿卿日常》                 | 尹嵩        | 網絡劇       |
| 2023年   | 《七时吉祥》                 | 昊軒        | 網絡劇       |
| 2023年   | 《白日梦我》                 | 洛青河      | 客串         |
| 2024年   | 《珠帘玉幕》                 | 郢王        | 客串         |
| 2024年   | 《大奉打更人》               | 楚元縝      | 網絡劇       |
| 2025年   | 《锦囊妙录》                 | 秦熠        |              |
| 2025年   | 《韶华若锦》                 | 成康帝      |              |
| 2025年   | 《凡人修仙传》               | 厉飞雨      | 網絡劇       |
| 待播     | 《赴山海》                   | 萧开雁      | 網絡劇       |
| 待播     | 《烽影燃梅香》               | 楚长风      | 網絡劇       |
| 待播     | 《他为什么依然单身》         | 欧阳平凡    | 網絡劇       |
| 待播     | 《太平年》                   | 李元清      |              |

### 电影
| 上映年份   | 电影名             | 角色   | 备注     |
| 2007-03-30 | 《追爱总动员》     | 建好   |          |
| 2008-02-14 | 《婚礼2008》       | 卧轨男 |          |
| 2011-05-27 | 《刺杀玫瑰》       | 钟文山 |          |
| 2012-10-01 | 《我的山》         | 张晓晨 |          |
| 2014-01-10 | 《怒放之青春再见》 | 郑天亮 |          |
| 2020       | 《无名狂》         | 郭长生 |          |
| 2021       | 《1921》           |        |          |
| 2023       | 《奇门遁甲2》      |        | 網絡電影 |
| 2024       | 《孤星计划》       | 许佑群 |          |
| 待上映     | 《乌兰察布》       |        |          |

### 综艺节目
- 上海新娱乐频道《花样年华》
- 上海东方卫视《舞林大会》
- 辽宁卫视《到底是谁》
- 海南旅游卫视《爱+才会赢》
- 福建东南卫视《为爱向前冲》
- 天津卫视《快乐转转转》
- 安徽卫视《周日我最大》、《跨年晚会》、《七夕晚会》、《中秋晚会》
- 北京卫视《胜利百分百》、《网络春晚》《中秋晚会》
- 深圳卫视《年代秀》
- 台湾中视《康熙来了》
- 湖南卫视《我是大美人》《快乐大本营》《天天向上》《锋尚之王》
- 青海卫视《时尚健康》

### 话剧
- 2007年 《红与黑》 扮演 克罗兹诺瓦
- 2009年 《奋斗》扮演 陆涛
- 2010年 《再见 我的爱人》 扮演 歌王季风

## 音乐作品
只发行过单曲
| 年份       | 歌曲名稱                         | 备注                             |
| ---------- | -------------------------------- | -------------------------------- |
| 2007-03-01 | 《你的眼神》                     | 收录于好男儿《好男儿站出来》合辑 |
| 2008-03-09 | 《角色》                         | 收录于好男儿《温暖的开始》合辑   |
| 2011-10-10 | 《我想你是真的爱她》（VS冯铭潮） | 收录于冯铭潮专辑《EDI》          |

## 写真集/书籍
- 2008年，发行个人邮票明信片《小城风景——格莱美之行》
- 2013年，书籍《大多数人都活在沉静的绝望中》